# Фере, Клод Франсуа
Клод Франсуа Фере (фр. Claude François Ferey; 1771—1812) — французский военный деятель, дивизионный генерал (1810 год), барон (1809 год), участник революционных и наполеоновских войн. Имя генерала выбито на Триумфальной арке в Париже.

## Биография
Будущий генерал родился в семье капитана гренадеров Саленского провинциального полка Клода Франсуа Фере де Турнвиля (фр. Claude François Ferey de Tourneville; 1723–1806), кавалера военного ордена Святого Людовика (1763 год), а впоследствии бригадный генерал (1793 год), и его супруги Анны Мари Жорж (фр. Anne Marie Georges). Его старший брат Симон Луи Фере (фр. Simon Louis Ferey; 1766–1844) в 1791 году вступил в 1-й батальон волонтёров департамента Верхней Соны и в 1793 году был назначен адъютантом отца, принимал участие в кампаниях Республики и Империи. Сражался под началом младшего брата Клода в 24-м полку лёгкой пехоты и 14 июня 1804 года стал легионером ордена Почётного легиона. В 1807 году вышел в отставку в звании капитана. Его младшая сестра Маргарита Фере де Турнвиль (фр. Marguerite Ferey de Tourneville; 1777—) была замужем за кирасирским генералом Жан-Луи Риште.
Клод Фере поступил на службу 21 марта 1788 года простым солдатом в полк конных егерей Жеводана. 15 мая 1788 года перевёлся в полк конных егерей Нормандии (с 1 января 1791 года – 11-й конно-егерский полк). 25 марта 1791 года стал бригадиром. 9 декабря 1791 года был зачислен в кавалерию Конституционной гвардии короля Людовика XVI со званием бригадира. 10 июня 1792 года гвардия была распущена. 9 июля 1792 года переведён с чином младшего лейтенанта в 105-й пехотный полк, а через три дня был избран старшим аджюданом 9-го батальона волонтёров Верхней Соны. В его составе участвовал в кампании 1793 года в составе Рейнской армии. С 22 апреля 1793 года оборонялся в Майнце, который осаждали пруссаки, и был ранен пулей в левое колено. 1 июля 1793 года произведён в капитаны, и назначен командиром гренадерской роты свободного батальона егерей крепости Майнц. После капитуляции Майнца 23 июля 1793 года, отправился с батальоном сражаться против мятежников в Вандее. 5 августа 1793 года стал адъютантом генерала Буэна де Мариньи. С 17 августа 1793 года в рядах Западной армии. После боя между Тиффожем и Клиссоном, в ходе которого, заменив двух командиров своего батальона, смертельно раненых, он поддержал отступление армии, генералы Канкло и Клебер 1 сентября присвоили ему звание командира батальона. Теперь Фере возглавил весь батальон егерей Майнца. Последующие три года сражался в составе Западной армии и Армии Берегов Океана.
11 октября 1796 года получил звание командира бригады (полковника), и возглавил 24-ю полубригаду лёгкой пехоты в Самбро-Маасской армии. Отличился при форсировании Рейна, при Нойвиде, а также в бою под Висбаденом, где вынудил сложить оружие батальон охотников на волков и 300 хорватских солдат. С 7 октября 1797 года в рядах Армии Германии, с 9 декабря 1797 года - в Майнцской армии, затем в 1799 году - в Английской. 9 марта 1800 года определён в состав дивизии Шамбарлака в Резервной армии и отличился в сражениях при Монтебелло, Маренго и Алессандрии. С 5 июля 1800 года его полубригада входила в состав Армии Италии. Отличился при переправе через Минчо у Поццоло в декабре. После заключения мира служил в наблюдательном корпусе Жиронды в составе Армии Португалии с 1801 по 1802 годы.
29 августа 1803 года произведён в бригадные генералы, и был поставлен во главе бригады в составе 2-й пехотной дивизии генерала Вандамма в военном лагере Сент-Омер. Его бригада состояла из 46-го и 57-го линейных полков, и вскоре получила прозвище «Железная бригада» (фр. Brigade de fer). Участвовал в кампаниях 1805-07 годов в Австрии, Пруссии и Польше в составе Великой Армии. 2 декабря 1805 года блестяще проявил себя в Аустерлицком сражении. В июне 1807 года он дал отпор русским при Ломиттене, а затем сражался в битве при Гейльсберге, где был ранен. 12 октября 1808 года его бригада была расформирована.
15 ноября 1808 года переведён в штаб Армии Испании и с 16 января 1809 года командовал 2-й бригадой 3-й пехотной дивизии 6-го армейского корпуса. С 17 апреля 1810 года в составе Армии Португалии. Участвовал в осадах Сьюдад-Родриго и Алмейды.
3 октября 1810 года произведён в дивизионные генералы. 23 марта 1811 года был назначен командиром 3-й пехотной дивизии, заменив Луазона, который возглавил весь 6-й корпус вместо маршала Нея. Отличился при Фош-де-Аросе. 4 апреля 1811 года Наполеон реорганизовал Армию Португалии, и с 7 апреля 1811 года Фере командовал 3-й пехотной дивизией данной армии. Сражался при Фуэнтес-де-Оньоро. В битве при Саламанке 22 июля 1812 года в составе дивизии Фере было 5689 человек в девяти батальонах и приданной артиллерии. 3-я дивизия состояла из трёх батальонов 47-го полка линейной пехоты и по два батальона 31-го лёгкого, 26-го и 70-го линейных полков. Маршал Мармон попытался обойти правый фланг англо-португальской армии, направив свои левофланговые дивизии на запад. Когда французские дивизии слишком растянулись, Веллингтон, атаковал их. Левофланговые дивизии Томьера и Попона де Мокюна были быстро разбиты. Затем британские тяжёлые драгуны разбили дивизию Бренье де Монморана. Пока происходили эти события, Мармон и генерал Боне были ранены разрывными снарядами, в результате чего генерал Клозель остался командовать армией. Тем временем дивизии Клозеля и Боне оттеснили 4-ю англо-португальскую дивизию Коула. Клозель послал дивизию Саррю на помощь своему изуродованному левому флангу и попытался развить успех в центре. Но Веллингтон быстро подтянул 5-ю дивизию, которая нанесла поражение двум атакующим французским дивизиям. Когда разбитая французская армия устремилась в тыл, на сцену вышла дивизия Фере. Фере развернул семь батальонов в три шеренги в глубину и по одному батальону в каре на каждом фланге, все в одну линию. Недалеко от его линии находился лес Пелагарсии. 6-я англо-португальская дивизия Клинтона, которая преждевременно вступила в бой против Фере, была встречена сильным огнём, который нанёс ей тяжёлые потери. Затем противостояние переросло в мушкетную дуэль, которая длилась несколько десятков минут. Дивизия Фере, расположенная должным образом, решительно сопротивлялась, но была вынуждена отступить в лес. Клинтон вывел свою португальскую бригаду из второй линии, но эти люди не выдержали огня и отступили. Однако французские части подверглись смертоносному огню вражеских орудий. Когда Клинтон послал вперёд свои британские войска, давление со стороны дивизии Лейта окончательно разрушило левый фланг Фере. Остаткам его дивизии удалось отступить с боями через лес, и присоединиться к дивизии Фуа. Генерал Фере был смертельно ранен пулей в ходе боя. Потери его дивизии составили около 1100 человек, но сопротивление его войск эффективно задержало продвижение союзной армии. Британский историк Чарльз Оман пишет об этом: «[Фере], на которого была возложена эта незавидная задача [задача прикрытия отступления армии], выполнил свой долг с величайшим мужеством и, благодаря своей отваге, дал основной массе войск позади него время, чтобы бежать». Храбрый генерал умер от ран 24 июля 1812 года в Ольмедо в возрасте 40 лет.

## Воинские звания
- Конный егерь (21 марта 1788 года);
- Бригадир (25 марта 1791 года);
- Младший лейтенант (9 июля 1792 года);
- Капитан (1 июля 1793 года);
- Командир батальона (1 сентября 1793 года);
- Полковник (11 октября 1796 года);
- Бригадный генерал (29 августа 1803 года);
- Дивизионный генерал (3 октября 1810 года).

## Титулы
- Барон Розангат и Империи (фр. baron de Rozengath et de l'Empire или фр. baron de Rosengath et de l'Empire; декрет от 19 марта 1808 года, патент подтверждён 15 января 1809 года, Вальядолид)[5][6].

## Награды
Легионер ордена Почётного легиона (11 декабря 1803 года)
 Коммандан ордена Почётного легиона (14 июня 1804 года)

## Источник
- Владимир Николаевич Шиканов: «Генералы Наполеона. Биографический словарь», Москва, 2004, с. 197;
- A. Lievyns, Jean Maurice Verdot, Pierre Bégat: «Fastes de la Légion-d'honneur: biographie de tous les décorés, accompagnée de l'histoire législative et réglementaire de l'ordre», том 3, Bureau de l’administration, 1844;
- Charles Mullié: «Biographie des célébrités militaires des armées de terre et de mer de 1789 à 1850», 1852;
- Georges Six: «Dictionnaire biographique des généraux et amiraux français de la Révolution et de l'Empire», t. 1, Paris, Georges Saffroy Éditeur, 1934;
- David Gates: «The Spanish Ulcer : A History of the Peninsular War», Londres, Pimlico, 2002, 557 p. (ISBN 0-7126-9730-6);
- Charles Oman: «A History of the Peninsular War, Volume V: October 1811 to August 31, 1812: Valencia, Ciudad Rodrigo, Badajoz, Salamanca, Madrid», vol. 5, Greenhill Books, 1996 (1re éd. 1914), 634 p. (ISBN 1-85367-225-4);
- Kevin F. Kiley: «Once there were titans. Napoleon’s generals and their battles, 1800–1815», Greenhill, London 2007 (ISBN 978-1-85367-710-6).